# Tritonaster
Tritonaster is een geslacht van kamsterren uit de familie Astropectinidae.

## Soorten
- Tritonaster ceramicus Döderlein, 1921
- Tritonaster craspedotus Fisher, 1906
- Tritonaster evorus Fisher, 1913